# Louis Gossett Jr.
Louis Cameron Gossett Jr. (ur. 27 maja 1936 w Nowym Jorku, zm. 29 marca 2024 w Santa Monica) – amerykański aktor, producent, reżyser i wokalista folkowy.
Zdobywca najważniejszych nagród filmowych – Oscara, dwóch Złotych Globów, dwóch Emmy, dwóch NAACP Image Awards, Czarnej Szpuli i Satelity.
20 maja 1992 otrzymał własną gwiazdę w Alei Gwiazd w Los Angeles znajdującą się przy 7000 Hollywood Boulevard.

## Życiorys

### Wczesne lata
Urodził się na Coney Island w nowojorskim okręgu Brooklyn. Jego matka, Hellen Rebecca (z domu Wray), pracowała jako pielęgniarka, a ojciec, Louis Gossett Sr., był tragarzem. Jego ojciec zmarł zmagając się z chorobą alkoholową. Uczęszczał do Mark Twain Intermediate School 239. W 1954 ukończył Abraham Lincoln High School, a następnie uczęszczał na Uniwersytet Nowojorski, odmawiając stypendium sportowego. Choroba Heinego-Medina opóźniła ukończenie studiów. Okazał się utalentowanym koszykarzem, znajdował się w orbicie zainteresowań New York Knicks, jednak kontuzja sportowa doprowadziła do decyzji o zapisaniu się na zajęcia aktorskie. W wieku 17 lat wystąpił w szkolnym przedstawieniu You Can’t Take It with You.

### Kariera
Jego nauczyciel angielskiego zachęcił go do udziału w castingu na Broadwayu. Gossett pokonał 445 innych kandydatów. W 1953 zadebiutował na Broadwayu w roli Spencera Scotta w produkcji Zbyt gigantyczny krok, a w 1956 na Off-Broadwayu. Powrócił na Broadway w roli Kenny’ego w komedii Biuro na tranzystorach (1955) i jako George Murchison w sztuce Lorraine Hansberry Rodzynek w słońcu (1959) u boku Sidneya Poitiera. Stał się stałym bywalcem Actors Studio.
We wczesnych latach 60. XX wieku Gossett był uważany za utalentowanego muzyka ludowego, a jego karierze wokalnej pomogło pojawienie się w lokalu Folk City w Nowym Jorku. Podpisany przez Powertree Records singiel Gossetta „Hooka 'Dooka', Green Green” / „Goodmornin' Captain” został wydany na początku 1964. Później w maju ukazał się „Red Rosy Bush” / „See See Rider”. W 1967 piosenka „Handsome Johnny” ukazała się na albumie Mixed Bag Richiego Havensa. We wrześniu 1967 jego singiel „Where Have All the Flowers Gone?” / „Just a Girl” został wydany w Warner Brothers 7078. W 1970 jego album From Me to You został wydany przez BT Puppy Records BTPS-1013. Zawierała ona niektóre z jego własnych kompozycji.
Jego kariera doprowadziła do Hollywood i występów w dziesiątkach filmów i seriali telewizyjnych, w tym serialu NBC Wielka historia (The Big Story, 1957), dramacie ABC Syndrom Łazarza (The Lazarus Syndrome, 1979) jako kardiolog, który ma wiele problemów w życiu osobistym z powodu poświęcenia się karierze, ale serialu fantastycznonaukowym NBC Moce Matthew Stara (The Powers of Matthew Star, 1982–1983) z Peterem Bartonem. Za rolę Fiddlera w serialu ABC Korzenie (1977) otrzymał nagrodę Emmy dla najlepszego aktora pierwszoplanowego za pojedynczy występ w serialu dramatycznym lub komediowym, a jako Anwar as-Sadat w miniserialu Sadat (1983) był nominowany do Złotego Globu dla najlepszego aktora w miniserialu lub filmie telewizyjnym.
Jego pierwszą kinową rolą była postać George’a Murchisona w dramacie Daniela Petriego Rodzynek w słońcu (1961) u boku Sidneya Poitiera. W komediodramacie przygodowym George’a Cukora Podróże z moją ciotką (1972) został obsadzony w roli afrykańskiego wróżbity Zachary’ego Wordswortha, kochanka głównej bohaterki (Maggie Smith). W filmie przygodowym Petera Yatesa Głębia (1977) zagrał postać haitańskiego handlarza narkotyków Henriego Cloche’a.
Kreacja szkolącego pilotów starszego sierżanta Emila Foleya w melodramacie Taylora Hackforda Oficer i dżentelmen (1982) została uhonorowana Złotym Globem dla najlepszego aktora drugoplanowego, NAACP Image Awards i Oscarem dla najlepszego aktora drugoplanowego w 1983. Przeszedł wówczas do historii jako trzeci czarnoskóry aktor nagrodzony tą statuetką (wcześniej nagrodę otrzymali Hattie McDaniel i Sidney Poitier).
Rola Draca w dramacie fantastycznonaukowym Wolfganga Petersena Mój własny wróg (1985) przyniosła mu nominację do nagrody Saturn w kategorii najlepszy aktor. W sensacyjnym dreszczowcu wojennym Sidneya J. Furiego Żelazny Orzeł (1986) wcielił się w postać płk. Charlesa „Chappy’ego” Sinclaira. Za postać Calvina Boucharda w dreszczowcu Szczęki 3 (1983) był nominowany Złotej Maliny jako najgorszy aktor drugoplanowy. W komedii sensacyjno–przygodowej J. Lee Thompsona Słoneczny wojownik (1986) z Chuckiem Norrisem zagrał najemnika Leo Portera. Jako Mathu w dramacie Volkera Schlöndorffa Stara wiara (A Gathering of Old Men, 1987) otrzymał kolejną nominację do nagrody Emmy.
W telewizyjnym westernie komediowym HBO El Diablo (1990) zagrał cynicznego rewolwerowca Thomasa Van Leeka. W dramacie sensacyjnym Daniela Petriego Szkoła wyrzutków (Toy Soldiers, 1991) był nauczycielem męskiej szkoły z internatem przejętej przez terrorystów. Za kreację Sidneya Williamsa w telewizyjnym dramacie biograficznym HBO Historia Josephine Baker (The Josephine Baker Story, 1991) zdobył Złoty Glob dla najlepszego aktora drugoplanowego w serialu, miniserialu lub filmie telewizyjnym. Jako Anderson Walker w serialu CBS Dotyk anioła (1997) odebrał NAACP Image Awards i był nominowany do Emmy. W dramacie telewizyjnym Hallmark Channel W butach swojego ojca (In His Father’s Shoes, 1997) został obsadzony w dwóch rolach – ojca i dziadka 15–letniego Claya (nominacja do Emmy); Gossett jako producent wykonawczy otrzymał nagrodę Emmy za wybitną specjalną realizację dla dzieci, młodzieży lub rodziny. Był reżyserem telewizyjnej noweli Piosenka miłosna dla mistrza z filmu romantycznego Love Songs (1999), gdzie za rolę Reubena w noweli Piosenka miłosna dla taty otrzymał Czarną Szpulę. Wystąpił jako William Reeves w serialu HBO Go Watchmen (2019).
W 2002 powrócił na Broadway w roli sprytnego prawnika Billy’ego Flynna w musicalu Chicago.

## Życie prywatne
Był trzykrotnie żonaty i trzykrotnie rozwiedziony. W sierpniu 1964 zawarł związek małżeński z Hattie Glascoe, małżeństwo zostało anulowane. 21 sierpnia 1973 poślubił Christinę Mangosing, z którą ma syna Satiego (ur. 1974). W 1975 doszło do rozwodu. 25 grudnia 1987 ożenił się z Cindy James Reese, z którą zaadoptował syna Sharrona Anthony’ego (ur. 1977). W 1992 rozwiedli się.
9 sierpnia 1969 Gossett bawił się z członkami The Mamas & the Papas, kiedy wszyscy zostali zaproszeni na imprezę w domu Sharon Tate w Los Angeles. Gossett poszedł do domu, aby wziąć prysznic i przebrać się, i już miał wyjść, gdy zobaczył w telewizji wiadomość, że Tate została zamordowana przez Charlesa Mansona i jego współpracowników.
9 lutego 2010 Gossett ogłosił, że ma raka prostaty. Dodał, że choroba została zdiagnozowana we wczesnym stadium. Pod koniec grudnia 2020 Gossett trafił do szpitala w stanie Georgia z powodu COVID-19.
Zmarł 29 marca 2024 w ośrodku rehabilitacyjnym w Santa Monica w Kalifornii w wieku 87 lat.

## Filmografia

### Filmy
- Rodzynek w słońcu (1961) jako George Murchison
- Właściciel (1970) jako Copee
- Leo ostatni (1970) jako Roscoe
- Podróże z moją ciotką (1972) jako Zachary Wordsworth
- Uśmiechnięty gliniarz (1973) jako inspektor James Larrimore
- Głębia (1977) jako Henri Cloche
- Korzenie (1977; serial TV) jako Fiddler
- Oficer i dżentelmen (1982) jako starszy sierżant Emil Foley
- Szczęki 3 (1983) jako Calvin Bouchard
- Sadat (1983) jako Anwar as-Sadat
- Kto pierwszy, ten lepszy (1984) jako Century
- Mój własny wróg (1985) jako Jeriba Shigan („Jerry”)
- Żelazny Orzeł (1986) jako płk. Charles „Chappy” Sinclair
- Słoneczny wojownik (1986) jako Leo Porter
- Stara wiara (1987) jako Mathu
- Dyrektor (1987; inny tytuł – Dyrektor szkoły) jako Jake Phillips
- Żelazny Orzeł II (1988) jako płk. Charles „Chappy” Sinclair
- Punisher (1989) jako Jake Berkowitz
- El Diablo (1990) jako Thomas Van Leek
- Historia Josephine Baker (1991) jako Sidney Williams
- Szkoła wyrzutków (1991) jako Edward Parker
- Mistyfikacja (1991) jako Lou Jackson
- Żelazny Orzeł 3 – Asy (1992) jako płk. Charles „Chappy” Sinclair
- Pojedynek oszustów (1992) jako Roy Palmer
- Monolit (1993) jako kpt. MacCandless
- Morderczy ogień (1993) jako Ben Durand
- Drużyna asów (1994) jako o. Dawkins
- Dobry człowiek w Afryce (1994) jako prof. Sam Adekunle
- Żelazny Orzeł IV (1995) jako gen. Charles „Chappy” Sinclair
- Akta hańby (1996) jako Questioner
- Inspektorzy (1998) jako inspektor Frank Hughes
- Inspektorzy II: Fałszywe papiery (2000) jako inspektor Frank Hughes
- Kolor miłości (2000) jako Lou Hastings
- Projekt „Momentum” (2003) jako Raymond Addison
- Solar Attack: Gwiazda śmierci (2005) jako prezydent Ryan Gordon
- Spisani na straty (2005) jako prezydent Gerald Fitzhugh
- Moje córki (2007) jako Willie
- Cover (2007) jako detektyw Hicks
- Delgo (2008) – król Zahn (głos)
- Małżeństwa i ich przekleństwa 2 (2010) jako Porter Jones
- Łaska i miłosierdzie (2010) jako George Wright
- Mój przyjaciel Smitty (2012) jako pan Smith

### Seriale TV
- Daktari (1968)
- Bonanza (1971)
- The Six Million Dollar Man (1975)
- Domek na prerii (1976)
- Korzenie (1977)
- Saturday Night Live (1982)
- Gdzie diabeł mówi dobranoc (1994)
- Podróż do Ziemi Obiecanej (1997)
- Dotyk anioła (1997)
- Zdarzyło się jutro (1997)
- Pół na pół (2004)
- Głowa rodziny (2006)
- Batman (2007)
- Ostry dyżur (2009)
- Gwiezdne wrota (2005–2006)
- Świry (2012)
- Zakazane imperium (2013)
- Madam Secretary (2014)
- Extant: Przetrwanie (2014–2015)
- Sprawa idealna (2017)
- Hap i Leonard (2018)
- Hawaii Five-0 (2018)
- Watchmen (2019)